# Bombylius orientalis
Bombylius orientalis är en tvåvingeart som beskrevs av Macquart 1840. Bombylius orientalis ingår i släktet Bombylius och familjen svävflugor. Inga underarter finns listade i Catalogue of Life.